# Sanna Martinez-Matz
Sanna Isabel Martinez Matz, född 5 maj 1996 i Alnö församling, Västernorrlands län, sjöng låten Genom skog, berg och hav i Lilla Melodifestivalen 2006, som kom tvåa.
Hon bor på Alnön utanför Sundsvall.
Hon gillar Basshunter.